# 평촌 오비즈타워
평촌 오비즈타워(영어: Pyeongchon O'BIZ TOWER)는 대한민국 경기도 안양시 동안구 관양동에 위치하고 있다. 업무시설, 지식산업센터가 있다.

## 같이 보기
- 안양시의 마천루 목록